# Thiago Martins (futbolista)
Thiago Crivellari Martins (São Paulo, Brasil, 4 de septiembre de 1976) es un exfutbolista brasilero. Jugó de delantero y su último equipo fue el FK Bodø/Glimt de Noruega.

## Clubes
| Club                   | País           | Año       |
| ---------------------- | -------------- | --------- |
| San Diego Flash        | Estados Unidos | 2001      |
| Minnesota Thunder      | Estados Unidos | 2001-2002 |
| Pittsburgh Riverhounds | Estados Unidos | 2002-2003 |
| DC United              | Estados Unidos | 2003-2004 |
| Chivas USA             | Estados Unidos | 2005      |
| Red Bull New York      | Estados Unidos | 2006      |
| Colorado Rapids        | Estados Unidos | 2006      |
| FK Bodø/Glimt          | Noruega        | 2007-2010 |